# 女たちの忠臣蔵
『女たちの忠臣蔵〜いのち燃ゆる時〜』（おんなたちのちゅうしんぐら いのちもゆるとき）は、1979年12月9日にTBS系の「東芝日曜劇場」1200回記念として放送されたテレビドラマ。

## 概要
大石内蔵助（宇津井健）に率いられた赤穂浪士ではなく、その妻や姉妹、恋人らの苦悩を描く時代劇である。内蔵助の妻・りく（池内淳子）をはじめとして、残された女たちのドラマが幾重にも描かれ、瑤泉院（佐久間良子）を、残される家臣の家族を思いやり、仇討に反対する側として。毛利小平太（新克利）が赤穂浪士を抜けたのは、一緒に暮らしていた女が毛利の子を宿し、女から「この子を父無し子にしないで」と懇願されたから。大石瀬左衛門（渡辺篤史）の姉・つね（香川京子）は目が見えず、内蔵助は瀬左衛門を討ち入りからはずそうとする。しかしつねは、見えぬ目で弟のための白装束を縫って、「私は独りで生きていける」と送り出す。など、従来の忠臣蔵作品とは異なる様相を取り入れている。
このドラマを企画したプロデューサー・石井ふく子は、"残される女"という切り口と参考資料についてこう語る。「なぜ忠臣蔵は男ばっかりだろう? と若い頃から思ってたんですね。戦争と同じように、やっぱり女が家庭を支えないと駄目なんだ! と。男は戦争に行ってしまう。どうして残っている女の視点がいかないのかって……それで、ずっと調べたんだけど、りくとか瑤泉院とかしかなくて、わずかに講談本で盲目の姉ありっていうのが一行あっただけなんです」。
視聴率は42.6％（ビデオリサーチ関東地区調べ）で日曜劇場史上最高視聴率を記録し、連続ドラマ枠化された現在でもこの記録は破られていない（連続ドラマ枠化以降の最高視聴率は2013年9月22日の『半沢直樹』最終回で記録した42.2％）。
1980年に舞台化。石井ふく子演出で、帝国劇場・御園座・飛天・明治座・名鉄ホールで上演されており、キャストを替えながら現在まで公演されている。

## あらすじ
元禄15年（西暦1703年）12月、大石内蔵助ら赤穂四十七士は、2年前の復讐を果たすべく吉良上野介邸への討ち入りを計画していた。内蔵助の妻・りくたちは、彼らが戦いを起こすことを知りながらそれぞれの日々を過ごす。やがて訪れた12月14日、浪士たちは吉良邸へと向かい最後の勝負に挑む。

## 出演
| - 大石内蔵助：宇津井健 - りく：池内淳子 - 瑤泉院：佐久間良子 - 大石主税：金田賢一 - 大石瀬左衛門：渡辺篤史 - つね：香川京子 - こと：奈良岡朋子 - 小野寺十内：山村聡 - 小野寺幸右衛門：小島敏彦 - 小野寺丹：杉村春子 - 堀部弥兵衛：志村喬 - 堀部安兵衛：沢竜二 - お幸：和泉雅子 - 間十次郎：小野寺昭 - 間新六郎：篠田三郎 - 間喜兵衛：下元勉 - 深雪太夫（ひさ）：大原麗子 - みち：中田喜子 - りえ：波乃久里子 - 奥田貞右衛門：おりも政夫 - のぶ：乙羽信子 - きく：松原智恵子 - 矢頭右衛門七：高野浩之 | - さよ：里見奈保 - 大高源五：土屋嘉男 - 岡野金右衛門：中村勘九郎 - しの：竹下景子 - 勝田新左衛門：前田吟 - 八重：上村香子 - 吉田忠左衛門：松下達夫 - 寺坂吉右衛門：岡本信人 - 毛利小平太：新克利 - そめ：小川知子 - 細川越中守：中村富十郎 - 長吉：渥美清 - おその：音無美紀子 - おかね：一の宮あつ子 - お初（水野忠之側室）：大空眞弓 - 美濃屋源右衛門：北村和夫 - 姿のお勝：京塚昌子 - 大竹重兵衛：佐藤英夫 - 平助：佐野浅夫 - お花：沢田雅美 - おけい：浜木綿子 - 小夜：山岡久乃 - おりん：山田五十鈴 - ほか |

## スタッフ
- 作：橋田壽賀子
- プロデューサー：石井ふく子
- 演出：鴨下信一
- 音楽：木下忠司
- ナレーション：森光子

## 関連商品
- DVD『女たちの忠臣蔵〜いのち燃ゆるまで〜』（2002年12月25日発売／キングレコード）
- 橋田寿賀子 著、石井ふく子 編『女たちの忠臣蔵 橋田寿賀子作品集』大和山出版社、1983年10月。ISBN 978-4896550788。
『女たちの忠臣蔵』、『姉妹』、『女たち』のシナリオを収録。